# 猫弁
『猫弁』（ねこべん）は、大山淳子による日本の推理小説のシリーズ。
2011年、『猫弁〜死体の身代金〜』（書籍化時のタイトルは『猫弁〜天才百瀬とやっかいな依頼人たち〜』）がTBSテレビ・講談社第3回ドラマ原作大賞を受賞。570本あまりの応募作の中から満場一致で大賞が決定した。
この受賞に伴って書籍化され、同時にテレビドラマ化。日本のTBSテレビ『月曜ゴールデン』で2作品が放送された。脚本も自ら担当している。
書籍化されたシリーズは、2014年、第５巻『猫弁と魔女裁判』で完結し累計40万部を突破した。
2020年『猫弁と星の王子』で執筆を再開。2024年、第2シーズン第５巻『猫弁と奇跡の子』で完結し、シリーズ累計は53万部を超えている。

## シリーズ一覧
- 猫弁〜天才百瀬とやっかいな依頼人たち〜
  - 単行本（講談社）：2012年2月15日発行、ISBN 978-4-06-217495-4
  - 文庫本（講談社文庫）：2012年3月15日発行、ISBN 978-4-06-277221-1
- 猫弁と透明人間
  - 単行本（講談社）：2012年6月16日発行、ISBN 978-4-06-217760-3
  - 文庫本（講談社文庫）：2013年2月15日発行、ISBN 978-4-06-277470-3
- 猫弁と指輪物語
  - 単行本（講談社）：2013年2月14日発行、ISBN 978-4-06-218218-8
  - 文庫本（講談社文庫）：2014年6月13日発行、ISBN 978-4-06-277853-4
- 猫弁と少女探偵
  - 単行本（講談社）：2013年8月29日発行、ISBN 978-4-06-218382-6
  - 文庫本（講談社文庫）：2015年2月13日発行、ISBN 978-4-06-293026-0
- 猫弁と魔女裁判（シリーズ完結編）
  - 単行本（講談社）：2014年6月24日発行、ISBN 978-4-06-218998-9
  - 文庫本（講談社文庫）：2015年9月15日発行、ISBN 978-4-06-293190-8
- 猫弁全集（「猫弁」シリーズ　第１シーズン全5作品を収録）
  - 合本（講談社）：2014年6月24日発行、ISBN 978-4-06-218997-2

- 猫弁と星の王子（第２シーズン初巻）
  - 単行本（講談社）：2020年９月14日発行、ISBN 978-4-06-520012-4
  - 文庫本（講談社文庫）：2022年7月15日発行、ISBN 978-4-06-523132-6
- 猫弁と鉄の女
  - 単行本（講談社）：2021年7月26日発行、ISBN 978-4-06-523770-0
  - 文庫本（講談社文庫）：2021年7月15日発行、ISBN 978-4-06-528112-3
- 猫弁と幽霊屋敷
  - 単行本（講談社）：2022年5月25日発行、ISBN 978-4-06-527601-3
  - 文庫本（講談社文庫）：2023年7月14日発行、ISBN 978-4-06-532480-6
- 猫弁と狼少女
  - 単行本（講談社）：2023年9月20日発行、ISBN 978-4-06-532820-0
  - 文庫本（講談社文庫）：2024年9月13日発行、ISBN 978-4-06-536873-2
- 猫弁と奇跡の子（シリーズ完結編）
  - 単行本（講談社）：2024年11月15日発行、ISBN 978-4-06-537336-1

## テレビドラマ
2012年4月23日21:00 - 22:54にTBS「月曜ゴールデン」枠にてTBS・講談社第3回ドラマ原作大賞受賞作のドラマ化作品として『猫弁〜死体の身代金〜』（ねこべん したいのみのしろきん）を放送。
2013年4月22日21:00 - 22:54に同枠にて続編『猫弁と透明人間』（ねこべんととうめいにんげん）が放送。
上記2作品とも主演は吉岡秀隆。脚本は原作者・大山淳子自身が務めた。

### キャスト

#### レギュラー
百瀬太郎〈40〉
演 - 吉岡秀隆（幼少期：五十嵐悠鷹）
百瀬法律事務所弁護士。通称：「猫弁」。事務所には10匹の猫が住んでいる。大手弁護士事務所・ウェルカムオフィスから独立。
大福亜子
演 - 杏
太郎の婚約者。ナイス結婚相談所相談員。
仁科七重
演 - キムラ緑子
百瀬法律事務所事務員。
寿春美
演 - 柳原可奈子
ナイス結婚相談所相談員。亜子の後輩。
柳まこと
演 - 板谷由夏
獣医。太郎・亜子の良き相談者。
百瀬翠
（声） - 林原めぐみ
太郎の母親。失踪中。
梅園光次郎
演 - 伊東四朗
太郎が住むアパートの大家。太郎の愛猫・テヌーを可愛がる。

#### ゲスト
第1作「猫弁〜死体の身代金〜」（2012年）
- 大河内進 - 岩松了
- 野口美里 - 秋山菜津子
- 伊藤ゆかり - 野波麻帆
- 田村太 - 荒川良々
- 木村一 - 石田明 （NON STYLE）
- 桜井敏男 - 上田耕一
- 類田壮介 - 塩見三省
- 靴磨きの老女 - 渡辺美佐子
- 有田ひろみ - 衛藤美彩
- その他 - 金谷真由美、宍戸美和公、内田滋、宮坂あゆみ、水野小論、横山裕之、矢田泰子、斎藤哲也

第2作「猫弁と透明人間」（2013年）
- 沢村透明（司法試験首席合格） - 井上芳雄
- 二見純 - 鈴木浩介
テレビに出演している有名な弁護士で法律王子と呼ばれる。消防士医療過誤裁判の被告側代理人。
- 山田サトシ（気象予報士） - ムロツヨシ
テレビ番組のお天気コーナーに相棒のタイハクオウムと一緒に出演していた。
- 田部井陽子（耕平の妻） - 坂井真紀
夜中の公園で沢村透明と知り合う。
- 田部井耕平（消防士） - 清水伸
消火活動中の火災事故で十文字病院に搬送され、適切な処置で一命は取り留めるが、その後、意識不明に陥る。
- 田部井すず（耕平・陽子の娘） - 平澤宏々路
- 大貫沙織（十文字病院看護師） - 猫背椿
パチンコ屋の娘で元不良少女。太郎の家庭教師時代の教え子。
- タマオ（サチ江の愛猫。メス） - 皆川猿時
- 梶佑介（Cafe EDEN店員） - 内田滋
- 稲葉京三郎（稲葉法律事務所弁護士） - 金内喜久夫
消防士医療過誤裁判の原告側代理人。
- 山下早苗（八百屋・さいわいフルーツの跡取り娘） - 犬山イヌコ
- 小林美樹（宝石屋店員） - 宍戸美和公
- 杉山（タイハクオウム） - 矢島晶子（声）
お天気オウム・ミスター杉山として人気を博す。
- 秦野秀一（ウェルカムオフィス弁護士） - 坂東三津五郎
十文字病院の医療過誤訴訟を担当する。
- 黒岩サチ江〈没92〉 - 森康子
やすらぎ愛の里入居者。老衰で死去。世田谷猫屋敷事件当事者。
- 古川文子（やすらぎ愛の里介護職員） - 野々目良子
- 青田進〈25〉（消防士。田部井の後輩） - 村井良大
- 大福徹二（猫アレルギーを持つ亜子の父親） - 陣内孝則（特別出演）
町会長で小学校の校長。世田谷猫屋敷事件原告側関係者。
- その他 - 外山誠二、神崎孝一郎、水野小論、尾崎一彦、斎藤哲也

### スタッフ
- 原作 - 大山淳子『猫弁〜天才百瀬とやっかいな依頼人たち〜』『猫弁と透明人間』（講談社刊）
- 脚本 - 大山淳子
- 音楽 - 横山克
- 演出 - 北川雅一
- 音楽監修 - 甲斐よしひろ
- 演出補 - 山崎統司
- 選曲 - 近藤隆史
- 第1作協力スタッフ
  - CM音楽 - ポクポク山の音楽隊
- 第2作協力スタッフ
  - 劇中引用台詞 - 『どついたるねん』（脚本・監督：阪本順治）
  - アニメーション監督 - 長濱博史
  - アニメーションプロデューサー - 大竹秀和
  - アニメーションラインプロデューサー - 大野雅義
  - アニメーションコンポジット - 黛潤一郎
  - 医療監修 - 布施友里恵
- 法律監修 - 菅弘一
- 動物医療監修 - 平尾秀博（日本動物高度医療センター）
- プロデューサー - 北川雅一、杉浦美奈子、前田利洋
- 製作著作 - TBS、ドリマックス

### 放送日程
| 話数 | 放送日        | サブタイトル         | 脚本     | 監督     | 視聴率 |
| ---- | ------------- | -------------------- | -------- | -------- | ------ |
| 1    | 2012年4月23日 | 猫弁〜死体の身代金〜 | 大山淳子 | 北川雅一 | 12.6%  |
| 2    | 2013年4月22日 | 猫弁と透明人間       | 大山淳子 | 北川雅一 |        |

- 視聴率はビデオリサーチ調べ、関東地区・世帯

## ラジオドラマ
2012年5月15日21:00 - 22:00（JST）にTBSラジオにて関東ローカルで放送。出演は田口浩正、白羽ゆり。